# Frank Neßlage
Frank Neßlage (auch Frank Nesslage) (* 19. Dezember 1969 in Quakenbrück) ist ein deutscher Fotograf und Regisseur.

## Leben
Frank Neßlage hat nach dem Abitur am Quakenbrücker Artland-Gymnasium eine Lehre zum Fotografen bei Studio Seekamp in Bremen absolviert. Diese hat er 1994 als Landessieger Bremen und 3. Bundessieger abgeschlossen und bekam dadurch 3 Jahre Begabtenförderung. Seitdem arbeitet er als selbständiger Fotograf. Nach ersten Ausstellungen und Veröffentlichungen gelang ihm 1998 der Durchbruch mit der Ausstellung „Hot Choc“, über die in 28 Fernsehsendungen berichtet wurde und so über 40 Millionen Menschen erreichte, außerdem wurde sie in 160 Tageszeitungen besprochen und Fotos der Ausstellung in  20 Magazinen veröffentlicht. Neßlage, vom Chocolatier Hachez gesponsert, zeigte schokoerotische Kunstwerke und bewies mit einer Live-Performance am Valentinstag ein gutes Timing. Ein Redakteur der TAZ schrieb, „dass der Medienhype größer war als bei Michael Jackson“.
Seitdem arbeitet er für Magazine und Werbekunden, hauptsächlich in den Bereichen Celebrities, Mode und Werbung. Er hat seine Fotos in drei Büchern veröffentlicht.
Er fotografierte Prominente wie Vitali Klitschko und Wladimir Klitschko, Gene Simmons und Tommy Thayer von Kiss, Dirk Nowitzki, Uwe Seeler, Ralf Möller, Rudolph Moshammer, Sido, Matthias Schweighöfer, Bettina Zimmermann, Jasmin Wagner, Sarah Connor und Jürgen Drews.
Seit 2015 dreht Frank Neßlage, der ursprünglich Regisseur werden wollte, auch Filme.
Er ist seit 2014 verheiratet.

## Auszeichnungen
- 1994 Landessieger Bremen der Handwerkskammer Bremen
- 1994 3. Bundessieger CentralVerband Deutscher Berufsfotografen des Deutschen Handwerks
- 1995–97 Begabtenförderung der Handwerkskammer Bremen
- 2007 One of the 35 most important photographers of the world during the last 35 years, German Playboy;[1]

## Ausstellungen
- 1995 „Schein oder Sein“ im Bremer Presse-Club gesponsert von der Kreissparkasse Bersenbrück
- 1996 „Metamorphose“ in der Hypovereinsbank Bremen gesponsert von Kraft Foods; Mondelēz International

- 1997 „The Beauty Of Power“ mit Miss Universe Claudia Mühlhaus, Norfag, Bremen
- 1998 „Hot Choc“ im Überseemuseum Bremen gesponsert von Hachez
- 1999 „Prototype“ auf der General Motors New York Fashion Week
- 2014 – 2018 „Metropolregion Nordwest“ Wanderausstellung

## Veröffentlichungen
- 2004 “Fetish & Fashion” Lounge by Bucher Verlag, Random House[2]
- 2006 “Invitation To Sin” Borgmeier Publishing[3]
- 2006 “Office Girls” Borgmeier Publishing[4]